# ベン・フォールズ
ベン・フォールズ（Ben Folds、1966年9月12日 - ）は、アメリカ合衆国ノースカロライナ州ウィンストン・セーラム出身のロック・ミュージシャン。本名Benjamin Scott Folds。ヴォーカルとピアノをメインに、様々な楽器をこなすマルチプレイヤーでもある。

## 来歴

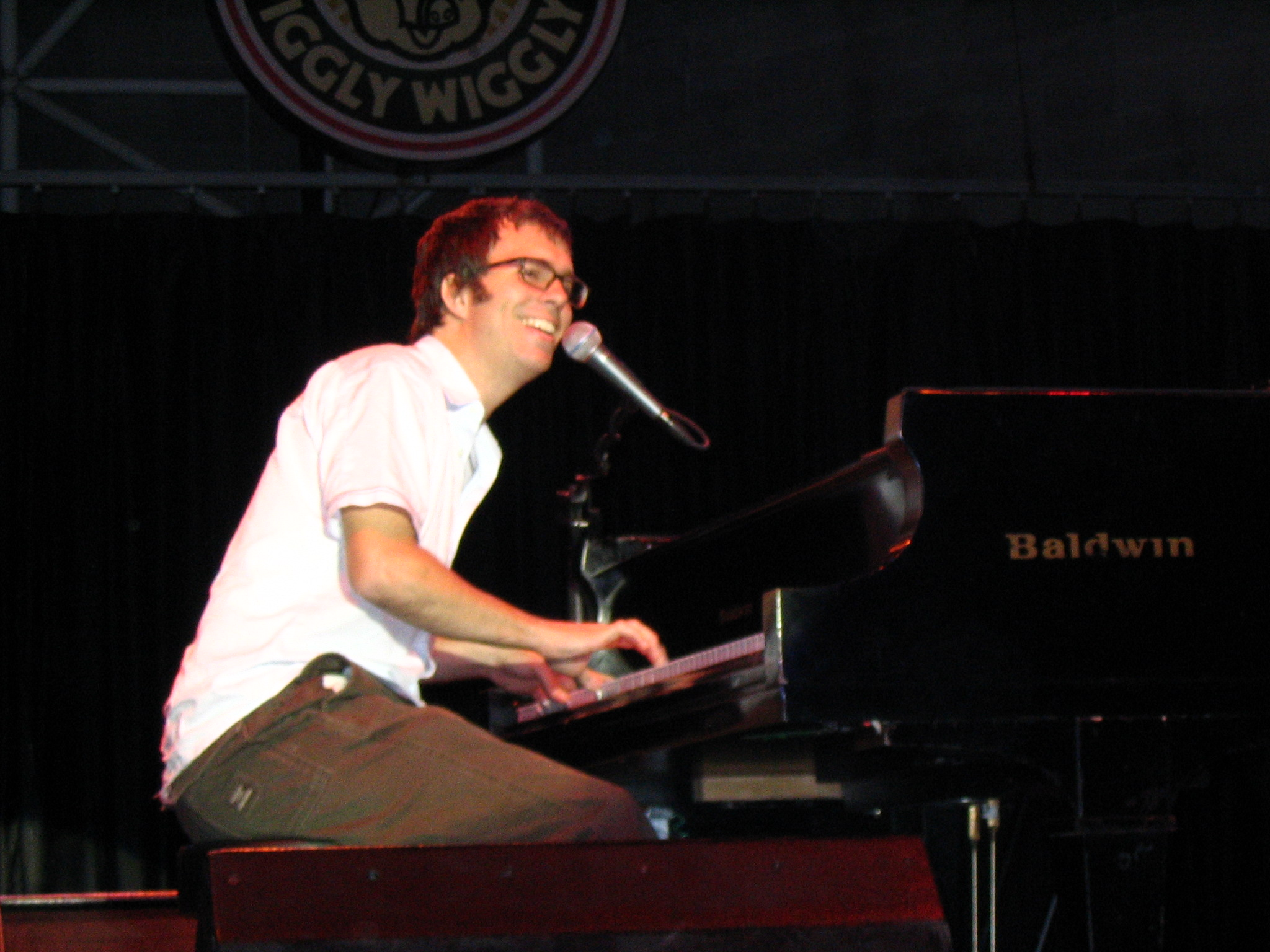
コンサートにて 2004年6月25日

### 無名時代
9歳でピアノを始める。ピアノは、大工である父親が客の家の建築と交換して手に入れたものである。そしてAMラジオで流れるエルトン・ジョンやビリー・ジョエルを耳コピで演奏するようになり、高校に進学後はいくつかのバンドでピアニスト、ベーシスト、ドラマーとして演奏した。
1980年代後期、友人のミラード・パワーズとマジョーシャ (Majosha) というバンドを結成し（フォールズはベースを担当）、何枚かレコードを制作した。マジョーシャの最初のギグは、1988年にデューク大学の対バンだった。バンドはバーや学生パーティで演奏し、1988年には自主制作でEP盤『Party Night: Five Songs About Jesus』を制作して地元のレコード店で売られた。1989年にはアルバム『Shut Up and Listen to Majosha』を制作した。このアルバムには『Party Night: Five Songs About Jesus』に収録された曲の再録音や、後にフォールズが他のバンドで発表することになる楽曲「Emaline」や「Video」が収録されている。
1990年のはじめ、マジョーシャは解散し、フォールズはエヴァン・オルソン（ベース）、Snuzz（ギター、ボーカル）と Pots and Pans を結成し、フォールズはドラムを演奏した。Pots and Pans はわずか1ヶ月で解散し、オルソンとSnuzz、そしてベンの弟のチャック・フォールズ（ベース）、エディ・ウォーカー（ドラム）は Bus Stop というバンド（「カンフー・ファイティング」のカバーで知られる）で活動を続けた。
フォールズは音楽活動を続けるため、1990年にテネシー州ナッシュビルへ移った。そして、Jody's Power Bill というバンド（後のセマンティックス）にドラマーとして参加したが、正式メンバーにはならなかった。その後、メジャー・レーベルから関心をもたれ、セッション・ドラマーとなった。
「ナッシュビルでは、1日に8マイル（約13km）走って、友人たちとだべって、チョコレート・チップのクッキーを食べながら歩き回って、たくさんドラムを叩く日々を過ごして楽しかった。くつろいだ生活だった。たとえ契約義務を果たしてなかったとしても、決して落ち込まなかった。もし、君がナッシュビルで失敗してるなら、少なくても君の生活水準は高いと思う。ナッシュビルは失敗する良い方法だ。」
フォールズはパーカッションを学ぶためにマイアミ大学の音楽学校へ通ったが、卒業前にドロップアウトしてしまった。そして、ピアノ・テクニックを上達させるため、多くの時間を費やした。「僕は異常なほどメトロノームを走らせ、たぶん6ヶ月費やした。」フォールズは語る。「僕はどうかしてた。
」
フォールズはマイアミの音楽学校の学生時代の審査リサイタルについての話を観客へ話す。審査リサイタルは、全学年で進級を審査する教職員の前で準備されたレパートリーを演奏することであるが、フォールズは前の晩にルームメイトをいじめから守るために手を骨折してしまい、ドラマーとして演奏できなかった。そのため奨学金を失い、キャンパスの湖の中にドラムキットを投げ捨ててしまった。
マイアミを去った後、ニュージャージー州モントクレアに移り、ニューヨークの劇団一座で行動し始めた。そして、ジェフ・バックリィのキャリアの始めを助けたことで有名なカフェSin-éで、毎週ギグを行った。
その後、フォールズはノースカロライナ州へ戻り、チャペルヒルで1994年にはロバート・スレッジ（ベース）、ダレン・ジェシー（ドラム）と3人組バンドベン・フォールズ・ファイヴを結成した。

### ベン・フォールズ・ファイヴ
1995年、ベン・フォールズ・ファイヴはデビューアルバム『ベン・フォールズ・ファイヴ』を発売した。1997年には、2ndアルバム『ワットエヴァー・アンド・エヴァー・アーメン』を発売し、未発表音源のコンピレーション・アルバム『ネイキッド・ベイビー・フォトズ』を1998年前半に発売した。『ワットエヴァー・アンド・エヴァー・アーメン』からは、「Brick」、「Song for the Dumped」、「Battle of Who Could Care Less」など多くのシングルがカットされた。1999年に、ラストアルバムとなる『ラインホルト・メスナーの肖像』を発売した。そのアルバムにはヒット曲「Army」が収録されている。
フォールズはこのバンドのことを「泣き虫野郎のパンク・ロック」と評しており、彼の書く歌詞は憂鬱さや葛藤を湛え、しばしば冒涜的な言葉で強調された、ユーモラスな皮肉を含んでいる。
ベン・フォールズ・ファイヴのシングルは、アダルト・コンテンポラリやモダン・ロック・チャートなどの複数のビルボードのチャートに入ったが、ホット100（全米の総合チャート）には入ることができなかった。しかし、イギリスのBBC、オーストラリアのABCの強いサポートを得て、両国では人気を獲得することができた。
このグループが発表した作品で最初にイギリスのチャートに入ったものは、シングル「Undeground」で、トップ40に入って最高位は37位を記録した。その後ベン・フォールズ・ファイヴが出したシングルは、その後「Battle of Who Could Care Less」、「Kate」、「Brick」、「Army」がトップ40に入る成功を記録したが、いずれもトップ20には入れなかった。
オーストラリアでは「Underground」はARIAチャートが整備される前のチャートである Triple J Hottest 100 で1998年に3位を記録した。1998年に出したシングル「Brick」は ARIAチャートに入って最高で13位を記録して ARIAの年間チャートでは53位を記録し、ゴールドディスクを認定された。アルバム『ワットエヴァー・アンド・エヴァー・アーメン』は最高で9位まで上昇し、32週間チャートに滞在した。
フォールズとバンドメンバーは、2001年以降は別々に活動をするようになった。「曲はかなりの反響を呼んで、新しいアルバムを出すのが楽しみにしている。僕の人生の中で本当に自由な時間のような感じがしていて、本当に楽しんでいる。」
ベン・フォールズ・ファイヴは、ほぼ10年ぶりとなる2008年9月18日にノースカロライナ大学チャペルヒル校でコンサート出演するために再結成した。1回限定のギグはMyspaceで公開され、バンドはラストアルバム『ラインホルト・メスナーの肖像』を演奏した。そのチケット収益はすべてチャリティ団体へ寄付された。

### ソロ・キャリア

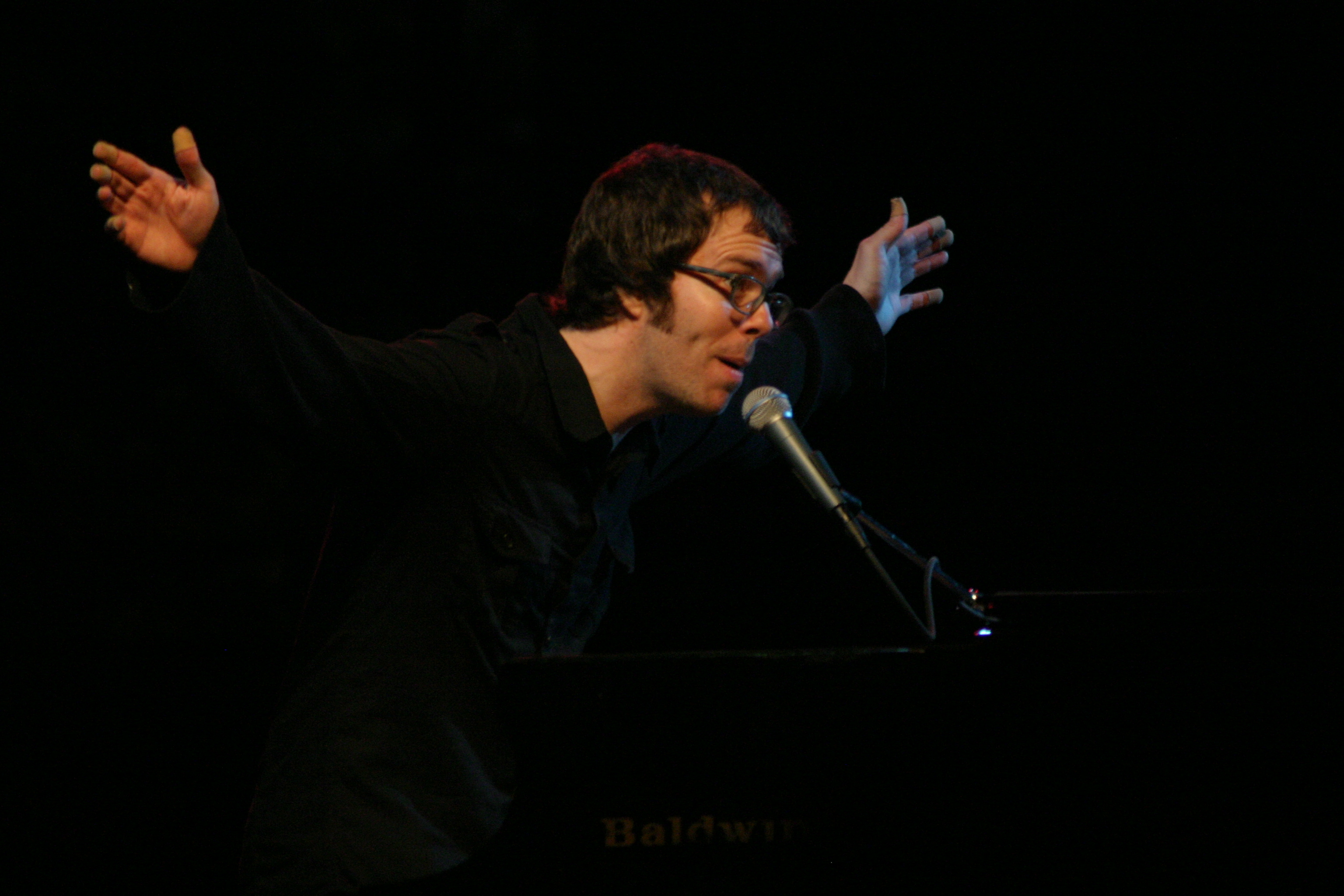
ノックスビル (テネシー州)で演奏するベン・フォールズ（2006年）

2008年までに、フォールズはフィアー・オブ・ポップ名義を含むソロでのアルバム・ミニアルバムを6枚発表した。
ベン・フォールズ・ファイヴ解散後、最初にソロで発表したアルバムは2001年の『Rockin' The Suburbs』だった。フォールズは1人ですべての楽器を演奏した。その中にはベン・フォールズ・ファイヴ時代は取り扱わなかったギターも含まれている。「The Luckiest」は映画『恋は負けない』のために書かれた曲だが、結局使用されたシーンは削除されてしまった。ミラード・パワーズ、Snuzz、ジム・ボギオス（カウンティング・クロウズ）は、アルバムのプロモーション・ツアーに参加した。シングル曲「Rockin' the Suburbs」のビデオは、アル・ヤンコビックが監督を務め、出演もしている。フォールズの友人であるジョン・マクレア（ケイクのリードボーカル）が、アルバム収録曲「Fred Jones, Part 2」にボーカルで参加している。
翌年、ソロでのライヴ録音アルバム『Ben Folds Live』を発表した。2003年後半には、2枚のソロEP『Speed Graphic』、『Sunny 16』を発表した。2004年中頃には、EP『Super D』を発表した。
2005年4月26日にアルバム『Songs For Silverman』を発表した。アルバムにはジェレイド・レイノルズ（ベース）、リンゼイ・ジェイミソン（ドラム）が参加し、3人組編成に戻った。このアルバムには、シンガーソングライターのエリオット・スミスに捧げる「Late」や、バックボーカルにアル・ヤンコビックが参加している「Time」などが収録されている。なお、フォールズはヤンコビックの曲「Why Does This Always Happen to Me?」にピアノで参加している。
フォールズはウィリアム・シャトナーのアルバム『Has Been』に、プロデューサー、アレンジャー、ミュージシャン、バックコーラスとして参加している。シャトナーは、フォールズのフィアー・オブ・ポッププロジェクトに、ボーカルとして参加している。
2006年のアニメ映画『リトル・レッド レシピ泥棒は誰だ!?』のサウンドトラックに、ベン・フォールズは「Red is Blue」を提供した。
2006年5月には、フォールズはアニメ映画『森のリトル・ギャング』のサウンドトラックに対して、3曲のオリジナル曲（「Heist」、「Family of Me」、「Still」）とザ・クラッシュのカバー「Lost in the Supermarket」、そして「Rockin' the Suburbs」のリミックスを提供した。「Rockin' the Suburbs」は映画の脚本に対応して歌詞が変更されている。
2006年10月24日にフォールズはコンピレーション・アルバム『Supersunnyspeedgraphic, the LP』を発表した。このアルバムは、過去に発表したEP『Speed Graphic』、『Sunny 16』、『Super D』の楽曲を収録している。2006年10月にフォールズは、MySpace上で生中継でコンサートをおこなった。
フォールズは、2008年9月16日に発表されたドレスデン・ドールズのアマンダ・パーマーの初のソロアルバム『Who Killed Amanda Palmer』をプロデュースした。
フォールズの新しいスタジオ・アルバム『Way to Normal』は、アメリカ合衆国では2008年9月30日に、イギリスでは2008年9月29日に発売された。このアルバムはアメリカのチャートではフォールズにとって自己最高の結果を残し、ビルボード200で初登場11位を記録した。
2008年8月、日本のシンガーソングライターであるアンジェラ・アキと新曲「Black Glasses」を共作・共演。この曲はアンジェラのアルバム『ANSWER』へ収録された。
2009年4月28日、フォールズはアルバム『Ben Folds Presents University A Cappella』を発表した。このアルバムには、フォールズの曲を各大学のアカペラグループが編曲して演奏したものを収録している。
2010年9月28日、著作などでベン・フォールズのファンだと公言していたイギリス人小説家、ニック・ホーンビィとの共作アルバム『Lonely Avenue』を発表した。

## 特徴
ピアノのテクニックは卓越しており、繊細なタッチから、鍵盤を叩き付ける荒々しいプレイまでこなす。ライヴでは、ピアノの弦を直接弾いたり、ピアノに椅子を投げつけたりといった過激なパフォーマンスも見せる。なお彼が広島市で公演した際にステージから転落し流血するというアクシデントに見舞われる。後にそのアクシデントをそのまま歌にした「hiroshima」を作曲した。近年Chatrouletteにて相手の外見的特長、メッセージ等を歌詞にした即興ピアノ演奏を行っている。

## 私生活
フォールズは4回結婚している。その私生活は歌詞に影響を及ぼしている。ヒット・シングル「Brick」は、高校時代に妊娠中絶したガールフレンドとの経験に基づいている。
最初の妻であるアンナは、ベン・フォールズ・ファイヴの楽曲「Alice Childress」、「The Last Polka」、「Smoke」、「Kate」、「Lullaby」の共作者として名を連ねている。1996年にはフォールズはケイトと短期間結婚していた。1999年5月には南オーストラリアでオーストラリア人のフラリーと結婚した。結婚式の2ヶ月後に双子が産まれたが、2006年11月に離婚した。
2007年11月17日にはラスベガスにあるベネチアンで、4人目の妻となるフラワーと結婚した。夫婦は3人の子供たちとナッシュビルに住んでいる。

## ディスコグラフィー

### ベン・フォールズ・ファイヴ
ベン・フォールズ・ファイヴの項目参照

### ソロアルバム

#### スタジオアルバム
- ロッキン・ザ・サバーブズ - Rockin' the Suburbs（2001年）- 殆どの楽器を一人でこなしたソロ・デビュー作。「ザック・アンド・サラ」は、日本でソニーのネットワーク・ハンディカムのCMソングに起用された。
- ソングス・フォー・シルヴァーマン - Songs for Silverman（2005年）- ジェレイド・レイノルズ（ベース）、リンゼイ・ジェイミソン（ドラム）を従えて制作。
- ウェイ・トゥ・ノーマル - Way to Normal （2008年）
- ロンリー・アヴェニュー - Lonely Avenue（2010年） - 著作『ソング・ブック』などでファンだと公言していたイギリス人小説家のニック・ホーンビィと連名で発表。ホーンビィが書いた詞をベン・フォールズにメールで送り、その詞にフォールズが曲をつけるというスタイルで制作された。なお、このアルバムの訳詞はホーンビィの著書『ハイ・フィデリティ』や『アバウト・ア・ボーイ』などを翻訳した森田義信が担当している。
- ソー・ゼア - So There（2015年） - ニューヨークの室内楽団、yMusicとのコラボレーション作品。
- ワット・マターズ・モウスト - What Matters Most（2023年）

#### ライブアルバム
- ベン・フォールズ・ライヴ（2002年）- ピアノ弾き語りのライヴ盤。ベン・フォールズ・ファイヴ時代の曲、オリジナル・アルバム未収録曲、エルトン・ジョンのカヴァーも含む。

#### コンピレーションアルバム
- ソングス・フォー・ゴールドフィッシュ（2005年）- ライヴ音源中心の企画盤。元々オンラインの通信販売でリリースされたが、日本では2006年に公式発売された。
- Ben Folds File –Complete Best Of Ben Folds Five & Ben Folds-（2009年） - アンジェラ・アキとの共作『Black Glasses』のベン・フォールズバージョンを収録。アンジェラバージョンは彼女のアルバム『ANSWER』に収録。なお、ボーカルはどちらもアンジェラ・アキによるもので、相違はコーラスに若干のアレンジが加わっているのみ。
- ベスト・イミテーション・オブ・マイセルフ ベンフォールズ・アーカイヴ（2011年）

### 日本限定シングル
- ロッキン・ザ・サバーブズ　EP（2001年）